# Calle de San Vicente Ferrer (Segovia)
La calle de San Vicente Ferrer es una vía pública de la ciudad española de Segovia.

## Descripción
La vía discurre desde la calle de José Zorrilla hasta el paseo del Conde de Sepúlveda. Honra con el título a Vicente Ferrer, dominico, traumaturgo, predicador y filósofo nacido en Valencia en el siglo XIV. Aparece descrita en Las calles de Segovia (1918) de Mariano Sáez y Romero con las siguientes palabras:

San Vicente Ferrer.—Desde la calle de José Zorrilla se dirige al Paseo del Conde de Sepúlveda. Se llamaba antes de la Caída del agua, sin duda por precipitarse las aguas en la pendiente de la calle cuando las grandes lluvias, hasta llegar a las cunetas del paseo. En tiempos más antiguos la llamaban de los Muertos. San Vicente Ferrer, oriundo de Valencia, donde nació en 1357, confesor propagador de la fe y buenas doctrinas, hábil político, como lo demuestra su intervención en el Compromiso de Caspe, estuvo evangelizando en Segovia, y en el Mercado, delante de la ermita del Cristo, predicó en 3 de mayo de 1411 un notable sermón, por mucho tiempo recordado, y en gratitud al Santo por los beneficiados derramados a su paso por esta Ciudad, se ha puesto su nombre a esta calle cercana al sitio de su santa misión. Murió San Vicente Ferrer en 5 de abril de 1419.
(Sáez y Romero, 1918, pp. 179-180)